# Molossus sinaloae
El murciélago mastín o moloso de Sinaloa (Molossus sinaloae) es una especie de quiróptero de la familia de los molósidos, que se encuentra en México, Centroamérica, Colombia, Guyana, Suriname y Trinidad y Tobago, a menos de 2.400 m de altitud.

## Descripción
Pelaje del dorso negro, marrón oscuro o castaño rojizo, con la base del pelo blanca. El vientre es de color pardo. El pelaje es suave y corto,  de 3 a 5 mm. Las cerdas de los cuartos traseros tienen 11 a 12 mm de longitud. La longitud de la cabeza con el cuerpo alcanza entre 6,9 y 8,5 cm, la cola de 4,1 a 5,2 cm, el pie 1 a 1,3 cm, la longitud de la oreja de 1,3 a 1,7 cm y la del antebrazo entre 4,5 y 5,2 cm. Pesa entre 14 y 28 g.

## Comportamiento
Forma colonias de 76 a 80 individuos,, que se refugian en el bosque seco caducifolio o en árboles de hojas perennes, en cuevas y en construcciones de pobladas. Es insectívoro aéreo. Activo durante las dos primeras horas después de ponerse el sol y otra vez antes del amanecer. Su dieta se compone principalmente de polillas y algunos escarabajos.

## Importancia sanitaria
Esta especie es considerada como vector biológico de la rabia.